# Logaritmo binário

Esboço do gráfico log_{2} n

Na matemática, logaritmo binário (log2 n) é o logaritmo de base 2. Consequentemente, é o inverso da potência de dois (2n). O logaritmo binário de n é definido pela seguinte equivalência:
{\displaystyle x=\log _{2}n\quad \Longleftrightarrow \quad 2^{x}=n.}
O logaritmo binário está intimamente ligado ao sistema de numeração binário. Historicamente, seu primeiro uso foi na teoria musical pelo matemático e pioneiro no estudo dos logaritmos Leonhard Euler. Sua aplicação é muito vasta, sendo utilizado em teoria da informação (bit como unidade fundamental de informação), complexidade computacional e fotografia.

## História

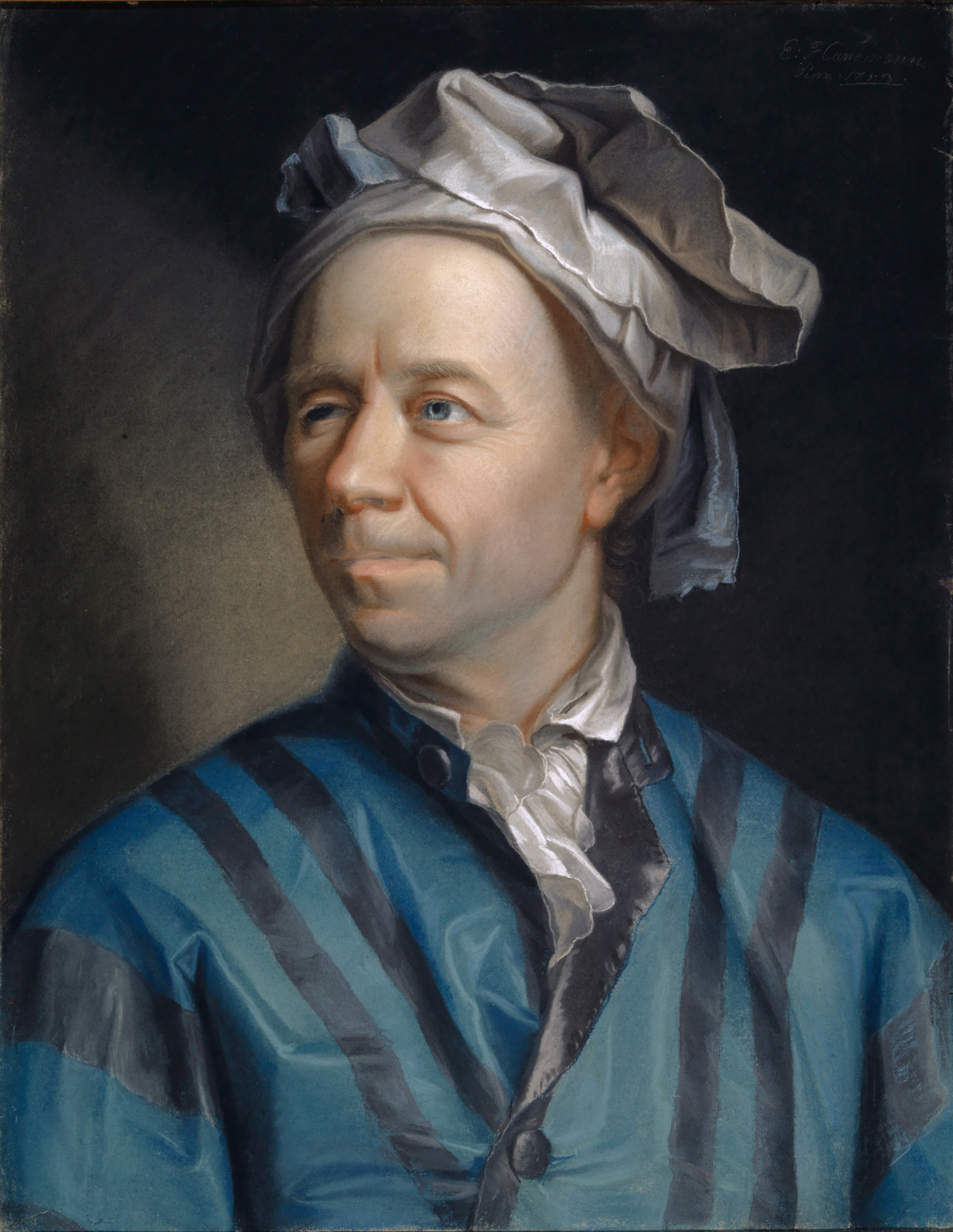
Leonhard Euler foi o primeiro a aplicar logaritmos binários à teoria musical, em 1739.

Potências de dois são conhecidas desde a antiguidade. Elas aparecem, por exemplo, em Os Elementos de Euclides, nas proposições IX.32 (sobre a fatorização das potências de dois) e IX.36 (metade do Teorema de Euclides-Euler, sobre a estrutura de números perfeitos pares). O logaritmo binário de uma potência de dois é apenas sua posição na sequência ordenada das potências de dois. Baseado nisto, Michael Stifel é reconhecido por ter publicado a primeira tabela de logaritmos binários em 1544. Seu livro Arithmetica Integra contém diversas tabelas que mostram os inteiros com suas respectivas potências de dois. Inverter as colunas dessas tabelas permite que elas sejam interpretadas como tabelas de logaritmos binários.
Antes de Stifel, o matemático jainista Virasena é reconhecido como o precursor do logaritmo binário. Seu conceito de ardhacheda foi definido como o número de vezes que um certo número pode ser divido sem resto por dois. Essa definição cria uma função que coincide com o logaritmo binário em potências de dois, porém é diferente para os outros inteiros, gerando a valorização 2-ádica ao invés do logaritmo.
A forma moderna do logaritmo binário, aplicável a qualquer número (não apenas potências de dois) foi considerada explicitamente por Leonhard Euler em 1739. Euler estabeleceu a aplicação de logaritmos binários à teoria musical, antes de aplicações mais significativas em teoria da informação e ciência da computação serem conhecidas. Como parte de seu trabalho na área, Euler publicou uma tabela dos logaritmos binários de 1 a 8, com sete dígitos de precisão.

## Definição e Propriedades
A função logartimo binário pode ser definida como a função inversa à função potência de dois, que é estritamente crescente nos números reais positivos, assim possuindo uma inversa única. Alternativamente, pode ser definida como ln n/ln 2, sendo ln o logaritmo natural definido de forma usual. Usar o logaritmo complexo nessa definição permite estender o logaritmo binário aos números complexos.
Assim como os demais logaritmos, o logaritmo binário obedece às seguintes equações, que podem ser utilizadas para simplificar fórmulas que combinam logaritmos binários com multiplicação ou exponenciação:
{\displaystyle \log _{2}xy=\log _{2}x+\log _{2}y}
{\displaystyle \log _{2}{\frac {x}{y}}=\log _{2}x-\log _{2}y}
{\displaystyle \log _{2}x^{y}=y\log _{2}x.}
Outras identidades podem ser encontradas em Identidades logarítmicas.

## Notação
Na matemática, o logaritmo binário de um número é frequentemente escrito como log2 n. No entanto, outras notações para essa função já foram propostas e utilizadas, especialmente em áreas aplicadas.
Alguns autores adotam a notação lg n para o logaritmo, utilizada, por exemplo, no The Chicago Manual of Style. Donald Knuth atribui essa notação a uma sugestão de Edward Reingold, porém seu uso em teoria da informação e ciência da computação antecede o período de atividade de Reingold. Outra notação utilizada para a mesma função é ld n, principalmente na literatura científica alemã, cuja origem é o termo em latim logarithmus dualis.

## Aplicações

### Teoria da informação
O número de dígitos (bits) na representação binária de um inteiro positivo n é a parte inteira de 1 + log2  n, ou seja,
{\displaystyle \lfloor \log _{2}n\rfloor +1.}